# Acanthopleura gemmata
Acanthopleura gemmata är en blötdjursart som först beskrevs av de Blainville 1825.  Acanthopleura gemmata ingår i släktet Acanthopleura och familjen Chitonidae. Inga underarter finns listade i Catalogue of Life.